# تاكانوري سوقانو
تاكانوري سوقانو (باليابانية: 菅野 孝憲) (3 مايو 1984 في فوجيمي في اليابان – )؛ هو لاعب كرة قدم ياباني سابق كان يلعب كحارس مرمى.

## وصلات خارجية
- تاكانوري سوقانو على موقع الاتحاد الدولي (مؤرشف)  (الإنجليزية)
- تاكانوري سوقانو على موقع رابطة كرة القدم اليابانية للمحترفين (اليابانية)
- تاكانوري سوقانو على موقع قاعدة بيانات كرة القدم.إي يو (الإنجليزية)
- تاكانوري سوقانو على موقع Soccerway.com (الإنجليزية)
- تاكانوري سوقانو على موقع عالم كرة القدم.نت (الإنجليزية)
- تاكانوري سوقانو على موقع كووورة